# Lonchocarpus acuminatus
Lonchocarpus acuminatus är en ärtväxtart som först beskrevs av Diederich Franz Leonhard von Schlechtendal, och fick sitt nu gällande namn av Mario Sousa. Lonchocarpus acuminatus ingår i släktet Lonchocarpus och familjen ärtväxter. Inga underarter finns listade i Catalogue of Life.